# Fazenda São Marcos
A sede da Fazenda São Marcos está localizado no município de Boa Vista às margens do Rio Uraricoera próximo à confluência com o rio Tacutu e rio Branco, na comunidade indígena de Campo Alegre, que está inserida na Terra Indígena São Marcos.
O conjunto está a uma distância de cerca de 35 km em linha reta à nordeste do perímetro urbano de Boa Vista. O acesso se dá por via fluvial ou por terra, seguindo a rodovia BR 174 em direção ao município de Paracaima e flertindo à rodovia RR 319 até a travessia de balsa no Rio Uraricoera, a partir daí todo percurso é feito em caminhos com pavimentação em terra batida.

## História
A Fazenda nacional São Marcos foi criada logo após a fundação do Forte São Joaquim, em 1775, entre 1787 e 1793, com a finalidade de prover de produtos alimentícios a cidade de Manaus. Foi criada em 1789 pelo militar português Manoel da Gama Lobo d'Almada. 
A fazenda São Marcos se insere ainda no contexto de colonização do Rio Branco e de disputa por fronteiras nacionais. Segundo Adrello (2010, p. 71) em 1878 o Ministério da Fazenda demarcou os limites das três Fazendas Nacionais do Rio Branco: São Bento, São Marcos e São José onde a atividade predominante era a pecuária.
O conjunto arquitetônico é de propriedade da União, administrado pela FUNAI e está inserido na Terra Indígena de São Marcos, homologada por Decreto Presidencial em 1991, Decreto 312 de 29/10/91 (ADRELLO, 2010).
O prédio sede de administração e o prédio da capela da Fazenda são bens tombados pelo Governo do Estado de Roraima por decreto, inscrito no tombo de 1984 e por emenda constitucional 021/2008.

## Aldeias Indígenas
No século XVIII esta região chegou a ter mais de vinte tribos indígenas segundo levantamento de Henri Coudreau, entre as tribos estavam Arnaribas, Atorradi, Caripuna, Macuxi, Uapixana, Acarapi, Oiacá., Arina, Quinhaus, Porocotó, Guimara, Zapara, Pauxiana, Barauana, Macu, entre outras. 
Das fazendas iniciais São Bento, São José e São Marcos, as duas primeiras já não existiam mais no início do século XX, tinham sido invadidas entre1885 e 1919, apropriadas ilegalmente por comerciantes e fazendeiros da região. Em relatório de 1914, o inspetor do Amazonas e Território do Acre já enfatizava a necessidade de demarcar  a fazenda, na tentativa de proteger o território indígena.  
Em 1991, a Fazenda São Marcos era a  única fazenda que ainda concentrava  um grande número de aldeias indígenas Macuxi, Uapixana e Taurepang, porém impactadas cada vez mais com invasões em seus território. 